# 甘達拉

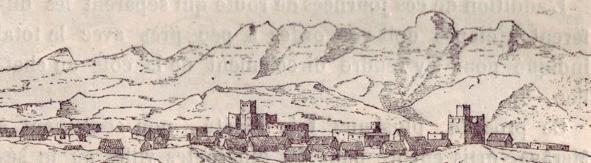
19世纪的甘达拉城堡

甘達拉（Qandala，也做Kandala或Candala）是東非國家索馬里的城市，由巴里州甘達拉區負責管轄，位於該國東北部，分別距離博薩索和索科特拉島75公里和475公里，市內有機場設施。2000年统计，居民人數約19,300人。
自古以来就是邦特兰地区的一个重要港口，古代城镇遗址波提亚拉在现代甘达拉的东郊。斯特拉波《地理志》中提到的港口普西格姆斯可（Psygmus）能便是今日的甘达拉。